# Gobiosoma nudum
Gobiosoma nudum är en fiskart som först beskrevs av Meek och Hildebrand 1928.  Gobiosoma nudum ingår i släktet Gobiosoma och familjen smörbultsfiskar. IUCN kategoriserar arten globalt som otillräckligt studerad. Inga underarter finns listade i Catalogue of Life.